# Баскетбол на летней Универсиаде 1995
Баскетбольный турнир на летней Универсиаде 1995 проходил в японском городе Фукуока с 23 августа по 3 сентября 1995 года. Соревнования проводились среди мужских и женских сборных команд.
Чемпионом Универсиады среди мужчин стала американская сборная, среди женщин победу праздновали итальянки.

## Медальный зачёт
| Место | Страна | Золото | Серебро | Бронза | Всего |
| ----- | ------ | ------ | ------- | ------ | ----- |
| 1     | США    | 1      | 1       | 0      | 2     |
| 2     | Италия | 1      | 0       | 0      | 1     |
| 3     | Япония | 0      | 1       | 1      | 2     |
| 4     | Канада | 0      | 0       | 1      | 1     |

## Медалисты
|         | Золото | Серебро | Бронза |
| Мужчины | США · Рэй Аллен · Чакки Эткинс · Остин Крошир · Тим Данкан · Брайн Эванс · Джерод Хаазе · Отелла Харрингтон · Аллен Айверсон · Керри Киттлс · Джэйсон Лавсон · Чарльз О'Бэннон · Лоренцен Райт · Тренер — Лон Крюгер                                                      | Япония · Макото Акахо · Ёсихико Амано · Сатору Фурута · Ацуси Хага · Макото Хасэгава · Такуя Кита · Макото Минамияма · Кэнъити Сако · Сатоси Сэкигути · Майкл Такахаси · Хироюка Томинага · Масанори Ваки                  | Канада · Фредерик Арсено · Роман Барретт · Рихард Боне · Грег Фрэнсис · Брендан Гревис · Петер Гуараски · Мэтт Хильдебранд · Тодд МакКаллох · Дэвид Пиктон · Шон Свордс · Петер ван Эдьсвик · Кейт Васселл |
| Женщины | Италия · Анджела Адамоли · Марианна Балледжи · Сусанна Бонфильо · Марта Каттани · Мария Кристина Корренти · Саманта Гори · Джованна Граньери · Франческа Мартирадонна · Елена Папараццо · Марта Рецальи · Кристина Ривеллини · Новелла Скьезаро · Тренер — Риккардо Салес | США · Сильвия Кроли · Латина Дэвис · Ла’Киша Фретт · Корнелия Гайден · Мелоди Ховард · Мерлакия Джонс · Мишель Марсиньяк · Стейси Рид · Шарлотта Смит · Кэти Смит · Тина Томпсон · Кара Уолтерс · Тренер — Сильвия Хэтчелл | Япония · Рисато Харута · Юко Кубота · Мисако Мацуно · Михо Мисава · Наэми Накатани · Каори Охама · Юми Сайто · Миюки Сато · Сёко Судзуки · Акито Такаи · Сэйко Уэда · Такако Ватанабэ                      |